# Nicolae Macici
Nicolae Macici, romunski general, * 1886, † 1950.